# 스캔들 학교

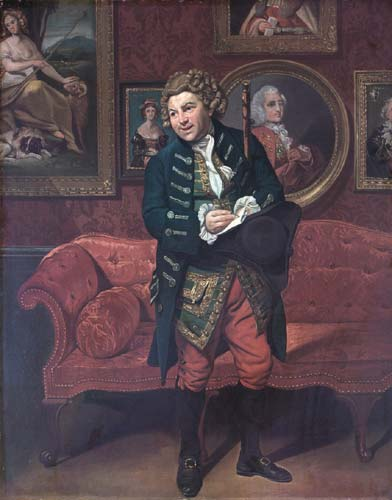

《스캔들 학교》(The School for Scandal)는 18세기 영국 희극의 걸작으로 꼽히는 리처드 셰리든이 쓴 대표작이자 풍습희극이다. 1777년 5월 8일 런던 드루리 레인 왕립극장에서 처음 공연되었다.
사교 모임을 통해 허황한 소문이 만들어지고 퍼지는 당대 세태를 풍자적으로 재현했다. 상류 사회의 위선, 허위의식에 대한 셰리든의 조소가 드러난다.

## 개요
18세기 영국 사교계는 거짓 소문, 즉 스캔들을 만들어 내고 퍼뜨리며 일원들에게 이를 가르치는 학교나 마찬가지였다. 이런 세태를 풍자하고 공격하는 작품이 바로 리처드 셰리든의 <스캔들 학교>다. 18세기 영국 사교계의 사정은 오늘날 우리에게도 꼭 들어맞는다.
작품에는 남을 깎아내리고 거짓 소문을 만들어 퍼뜨리고 확인되지 않은 것을 사실인 양 전하는 일이 일상의 여흥거리인 영국 귀족들이 등장한다. 그리고 사교계의 평판은 아랑곳 않고 낭비와 방종을 유희로 삼는 찰스는 이들에게 좋은 먹잇감이다. 찰스의 평판이 땅에 떨어지면 반사이익을 얻게 되는 형 조지프가 누구보다도 아우를 깎아내리는 데 적극적이다. 찰스도, 조지프도 결코 ‘도덕적’이라 할 수 없지만 적어도 찰스는 특유의 정직함으로 영국 사교계의 다른 귀족들과 자신을 차별화한다.
셰리든은 거짓 소문을 만들어 내고 악의적으로 퍼뜨리는 이들도 어느 정도는 도덕적으로 보이게 묘사했으며 이들의 공격을 받는 인물들 역시 어느 정도 위선적이다. 입체적인 인물들을 통해 셰리든이 공격하고 있는 것은 위선을 부추기는 사회다. 때문에 작품은 뻔한 권선징악의 결말로 나아가지 않는다. 그는 주인공들을 희화하고 조롱할지언정 징계하지는 않기 때문이다. 세태를 날카롭게 풍자했지만 뻔하지 않은 결말로 작품 전반에 밝고 해학적인 분위기를 입힘으로써 이 작품은 18세기 영국 희극의 걸작이라는 명성을 얻게 된다.